# Medzianky
Medzianky (in ungherese Tapolymeggyes) è un comune della Slovacchia facente parte del distretto di Vranov nad Topľou, nella regione di Prešov.